# 6423 Harunasan
6423 Harunasan este un asteroid din centura principală de asteroizi.

## Descriere
6423 Harunasan este un asteroid din centura principală de asteroizi. A fost descoperit pe 13 februarie 1994 la Oizumi de Takao Kobayashi. El prezintă o orbită caracterizată de o semiaxă mare de 3,00 ua, o excentricitate de 0,19 și o înclinație de 11,1° în raport cu ecliptica.